# Adolphe Crémieux
Isaac-Jacob Adolphe Crémieux (pronúncia em francês: [adɔlf kʁemjø]) (Nîmes, 30 de abril de 1796 – Paris, 10 de fevereiro de 1880) foi um advogado e político francês que serviu como Ministro da Justiça durante a Segunda República (1848) e o Governo de Defesa Nacional (1870–1871). Considerado um dos judeus mais proeminentes do século XIX, presidiu a Alliance Israélite Universelle (1863-1867; 1868-1880), garantiu cidadania francesa aos judeus da Argélia Francesa através do Decreto Crémieux (1870), e foi um firme defensor dos direitos dos judeus da França.

## Biografia
Adolphe Crémieux nasceu em uma rica família judia, que havia migrado do enclave papal de Carpentras para Nîmes. Ele se casou com um membro da família Silny em 1824. Ele e sua esposa criaram sua neta, a autora e ativista Louise Cruppi.

## Carreira política
Após a Revolução de Julho de 1830, Crémieux mudou-se para Paris, onde estabeleceu conexões com inúmeras figuras políticas, incluindo o Rei Luís Filipe, e se tornou um brilhante defensor de ideias liberais nos tribunais e na imprensa. Exemplos incluem seu Éloge funèbre do bispo Grégoire (1830), sua Mémoire para a reabilitação política do marechal Ney (1833) e seu apelo pelos acusados de abril de 1835. Eleito deputado em 1842, foi um dos líderes da campanha contra o ministério de François Guizot, e sua eloquência contribuiu muito para o sucesso de seu partido.
De 1834 até sua morte, Crémieux serviu como vice-presidente do Consistório Central dos Judeus da França, a agência administrativa para todos os judeus franceses. Em 24 de fevereiro de 1848, foi escolhido pelos republicanos como membro do governo provisório e, como ministro da justiça, garantiu os decretos pelo fim da pena de morte para crimes políticos e pela estabilidade do cargo de juiz. No mesmo ano, ele foi fundamental na declaração do fim da escravidão em todas as colônias francesas. Quando um conflito entre republicanos e socialistas estourou, ele renunciou ao cargo, mas continuou a fazer parte da assembleia constituinte. A princípio ele apoiou o príncipe Luís Napoleão, mas rompeu quando descobriu suas ambições imperiais.
Chegou a ser detido e encarcerado em 2 de dezembro de 1851. Após sua soltura, passou anos longe da vida pública, até novembro de 1869, quando foi eleito deputado republicano por Paris. Em 4 de setembro de 1870, foi novamente escolhido como membro do Governo de Defesa Nacional e reassumiu seu antigo cargo no Ministério da Justiça. Fez parte da Delegação de Tours, mas não participou da conclusão da organização da defesa. Renunciou junto com seus colegas em 14 de fevereiro de 1871. Oito meses depois foi eleito deputado e depois senador vitalício em 1875.
Crémieux fez muito para melhorar a condição dos judeus. Em 1827, defendeu a revogação do More judaico, uma legislação que estigmatizava os judeus remanescentes da França pré-revolucionária. Foi um dos fundadores da Alliance Israélite Universelle, estabelecida em Paris em 1860, tendo sido seu presidente de 1863 a 1867, e novamente de 1868 até sua morte em 1880. Em 1840, viajou ao Egito com Moses Montefiore para apelar ao governador pela libertação de judeus presos injustamente em dois casos de libelo de sangue, em Damasco e em Rodes. Em 1866, Crémieux viajou para São Petersburgo e pessoalmente defendeu com sucesso os judeus de Saratov que haviam sido acusados em outro episódio de libelo de sangue.
Crémieux publicou um Recueil de seus casos políticos (1869) e o Actes de la délégation de Tours et de Bordeaux (2 vols, 1871).

## Decreto Crémieux
Enquanto estava no governo de defesa nacional, ele garantiu cidadania francesa para os judeus na Argélia governada pela França, por meio do Decreto Crémieux (decreto 136 de 24 de outubro de 1870). O decreto permitiu que judeus nativos, que por gerações não tiveram direitos civis, se tornassem cidadãos franceses, enquanto árabes muçulmanos e berberes foram excluídos e permaneciam sob o status de "indígenas" de segunda classe, definido no Code de l'Indigénat. A medida contribuiu para a deterioração das relações entre as comunidades muçulmana e judaica, e mais tarde provou ser fatal na Guerra da Independência da Argélia, após a qual a grande maioria dos judeus argelinos emigrou para a França.

## Maçonaria
Iniciado como maçom em 1818, na loja "Bienfait Anonyme" Grand Orient de France em Nîmes, ele se juntou à loja "Aide-toi, le Ciel t'aidera" em Paris durante 1830. Em 1866, ele se juntou ao Suprême Conseil de France e se tornou 33º grau e Grande Comendador em 1868. Durante sua carreira maçônica, encorajou republicanos e monarquistas a trabalharem juntos.

## Morte
Crémieux morreu em Paris em 1880 e foi enterrado no cemitério de Montparnasse.

## Homenagens
Uma rua recebeu seu nome no bairro da Colônia Alemã de Jerusalém, bem como no centro de Tel Aviv e no distrito do Carmelo Francês em Haifa.
Ele foi tema de duas litografias de Honoré Daumier, ambas zombando de sua feiura. A primeira foi em 1848, na série "Representantes Representados", com a legenda "Grande amante da mudança, nada faltaria à sua felicidade se um dia ele mudasse de rosto!" A outra foi um ano depois, com a legenda: "Sr. Crémieux procurando um apartamento: Se eu alugar este alojamento, gostaria que o senhorio retirasse este retrato horrível... oh! mas, meu Deus, é um espelho!..."